# Ectoprocta
O filo Ectoprocta (do grego ektos, externo + proktos, ânus) compreende um dos grupos de invertebrados mais diversos, abundantes e complexos. Devido a sua fragilidade e seu pequeno tamanho tendem a ser menos familiares do que outros grupos zoológicos. No passado eram conhecidos como briozoários ou "animais-musgo" (Bryozoa - do grego bryon, musgo + zoon, animal), denominação que incluia também os Entoprocta. No entanto, devido ao fato de os entoproctos serem pseudocelomados e possuírem o ânus localizado no interior da coroa de tentáculos, eles têm sido geralmente separados dos ectoproctos, os quais, à semelhança dos demais lofoforados, são eucelomados e possuem o ânus fora do círculo de tentáculos.
São frequentes em rochas sedimentares carbonáticas, e abundantes nos mares atuais. Raramente encontrados em água doce. Com raríssimas exceções, são animais coloniais, sésseis e cosmopolitas. Esses organismos distribuem-se em todas as profundidades e latitudes no ambiente marinho, sendo porém mais comuns nas águas rasas de mares tropicais. Habitam preferencialmente, águas límpidas, e alimentam-se de microorganismos planctônicos (diatomáceas e radiolários). Ocorrem desde o Ordoviciano até os dias atuais. Existem cerca de 3 500 espécies viventes e 1 500 fósseis descritas.

## Morfologia geral: arquitetura corpórea, bauplan e sinapomorfias

### Características
Dentre as principais características estão:
1. Lofoforados triméricos, celomados, coloniais.
2. Opérculo e protocele ausentes na maioria das espécies.
3. Lofóforo circular ou em forma de U.
4. Cutícula externa, denominada zoécio, geralmente de carbonato de cálcio ou quitina.
5. Estruturas circulatórias ou excretórias típicas ausentes.
6. Intestino em forma de U, ânus perto da boca.
7. Colônias produzidas por brotamento assexual; zoóides freqüentemente polimórficos.
8. Zoóides comumente gonocorísticos, mas ambos os sexos podem ocorrer numa mesma colônia.
9. A maioria tem desenvolvimento misto.
10. Geralmente sésseis e marinhos, com algumas espécies de vida livre ou dulcículas.

O filo Bryozoa, também chamado de ectoprocta, é o maior e mais comum dos filos lofoforados e contém aproximadamente 5 000 espécies vivas. Os briozoários são colonias sésseis compostas de zoóídes, tendo cada um aproximadamente 0.5mm de comprimento. Os zoóides. São geralmente polimórficos mas o corpo de cada um deles consiste tipicamente de um tronco estacionário e de uma invaginação eversível que possui um lofóforo. Na maioria das espécies, o tronco de cada zoóide secreta uma cobertura protetora e possui uma abertura especializada destinada à protrusão do lofóforo. O interior do corpo é ocupado predominantemente por um celoma espaçoso (metacele) e pelo trato digestivo em forma de “U“. Os órgãos especializados na troca gasosa e na excreção encontram-se ausentes. A maioria das peculiaridades dos briozoários está associada a seu pequeno tamanho de zoóide, à organização colonial ao polimorfismo e à cobertura esquelética rígida. O filo divide-se em três classes: os Phylactolaemata. os Gymnolaemata e os Stenolaemata. A classe Stenolaemata contém algumas espécies marínhas vivas e mais de 500 gêneros fósseis. A classe Gymnolaemata é quase completamente marinha e inclui a grande maioria dos briozoários vivos, bem como muitas espécies fósseis. A classe Phylactolaemata restringe-se à água doce e, embora distribua-se amplamente, contém somente cerca de 50 espécies.
Bauplan
Uma terminologia especial que se estabeleceu entre os especialistas em ectoproctos, especialmente em relação à morfologia dos zooides. A colônia em si é chamada zoário e o exoesqueleto secretado, zoécio. Os primeiros especialistas erroneamente pensavam que zoóides ectoproctos eram realmente compostos de dois organismos, o compartimento esquelético e as partes internas moles, que eles chamaram de cistídio e polipídio, respectivamente. Esses termos foram redefinidos por Hyman (1959), e agora têm algum significado relativo à morfologia funcional dos ectoproctos. O cistídio consiste no envoltório externo, ou zoécio, e as partes da parede do corpo a ele ligadas - isto é, a porção não-viva e a porção viva do envoltório de cada zoóide. O polipídio incluí o lofóforo e as Vísceras, que são móveis dentro do envoltório. A abertura do cístídio através do qual o lofóforo distende-se é chamada orifício e frequentemente possui uma cobertura em forma de aba, ou opérculo.
Os ectoproctos diferem entre si tanto quanto à natureza do exoesqueleto como na forma da colônia. O exoesqueleto pode ser gelatinoso ou quitinoso, como em Phylactolaemata e Ctenostomata, ou calçificado, como o é nos Stenolaemata e Cheilostomata. Os diferentes padrões de crescimento entre os ectoproctos resultam em uma grande variedade na forma das colônias. A maior parte dos filactolemados exibe formas coloniais lofopodidas ou plumatelidaa No primeiro tipo, o revestimento gelatinoso forma uma projeção de forma irregular a partir da qual os zooides protraem-se, como visto em Lophophus. Colônias plumatelidas são geralmente eretas ou prostradas, e com frequência são altamente ramificadas como Plumatellm Um filactolemado notável Cristatellm Cresce na forma de uma fita gelatinosa distinta, que lembra a de uma lesma, e é capaz de locomoção, rastejando a taxas superiores a 1 cm por dia. Os Stenolaemata e Gymnolaemata incluem um conjunto impressionante de formas coloniais que podem ser geralmente classificadas como estoloníferas ou não-estoloníferas. Colônias estoloníferas são características de alguns membros° da ordem Ctenostomata, em que os zoóides se originam separadamente a partir de "ramas" horizontais, ou estolões. Colônias não estoloníferas podem ser incrustantes,
arborescentes, diseoidais. em todos os casos os zooides são compactados e adjacentes uns aos outros, ao invés de originarem-se separadamente e a alguma distância um do outro. Além da Variação na forma geral das colônias, zooides de muitos gimnolemados e alguns estenolemados são polimórficos (dentro de uma colônia). Indivíduos portadores de lofóforo típicos são chamados autozoóídes e são responsáveis pela alimentação e digestão Todos os outros indivíduos de uma colônia são coletivamente referidos como heterozoóides, dos quais há vários tipos, todos incapazes de alimentação Cenozoóides são indivíduos reduzidos modificados para fixação ao substrato; vários tipos de discos de fixação, "apressóríos" e estolões pertencem a essa categoria. Muitos gimnolemados possuem aviculários, cada um
deles possuindo um opérculo modificado em uma mandíbula móvel que se articula contra um rostro (ou palato) rígida Zoóides que possuem aviculários defendem a colônia contra pequenos organismos e mantêm a superfície livre de detritos. Essa últíma função é também facílitada por um outro tipo de heterozoóide chamado víbráculo. Esses indivíduos são Considerados aviculários modificados e têm um opérculo na forma de um flagelo que varre a superfície da colônia. Vibráculos podem ajudar a remover partículas de sedimento e outros materiais, mas ainda se procura evidência convincente dessa função.
Organização Colonial
A forma de uma colônia de briozoários depende do padrão de brotamento assexuado dos zooides. do grau de polimorfismo do arranjo dos polimorfos dentro da colônia e da composição e extensão da secreção do material esquelético. Além da sustentação fornecida pelo substrato no qual a colônia cresce. existem três fontes de sustentação esquelética nas colônias de briozoários São elas a pressão de turgor do fluido celômico (como por exemplo a do Zoobotryon tem aproximadamente 2 atmosferas) a calcificação(maioria dos briozoários) é a produção de um material extracelular gelatinoso (como por exemplo. a Pectinatella) ou elástico (o Alcyonidium). Os gimnolemos são animais marinhos muito comuns e abundantes que exibem ampla variedade de formas coloniais. Embora se tenham registrado algumas espécies a partir de profundidades de até 8 200 m, a maioria das espécies é
encontrada em águas costeiras presas a rochas, estacarias, conchas. algas e outros animais. Os membros de gêneros tais como Bowerbankia, Amathia e Zoobotryon formam colônias estoloníferas que lembram as colônias hidróides. O estolhos eretos ou rastejantes. A vasta maioria dos briozoários marinhos não é estolonífera. e a colônia é formada pela conexão mais direta e pela fusão dos zooides adjacentes. Além disso, a orientação do corpo com relação ao substrato toma-se diferente. A superfície dorsal prende-se ao substrato ou a outros zooides. e a superfície ventral (então chamada de superfície frontal) é exposta à água circundante. Os padrões de crescimento das colônias de briozoários não-estoloníferos varia muito. Muitas espécies ligeiramente calcificadas (tais como a Bugula, neritina comum do Atlântico) formam colônias cerradas que se parecem superficialmente com a grama-do-mar.
Integração Colonial
Os zooides de uma colônia se conectam por meio de poros que se localizam nas paredes finais transversais, nas paredes laterais ou em ambas, dependendo do padrão de crescimento da colônia. Nas duas classes (Phylac- tolaemata e Stenolaemata). pelo menos alguns dos poros e encontram-se abertos, e o líquido pode fluir entre os zooides interconectados da colônia. Nos filactolemos o fluido celômico passa através dos poros mas. nos estonolemos, o fluido do tecido conjuntivo (hemolinfa) é trocado entre os zooides. Os poros dos gimnolemos diferem por serem fechados por uma tampa de células. que
se arranja em uma maneira polarizada e ordenada. Algumas dessas células se associam com ramos do funículo.
Polimorfismo
Embora as colônias de filactolemos sejam estritamente monomórficas as da maioria dos gimnolemos são polimórficas. Nessas colônias polimórficas um zooide alimentar típico (chamado de autozooide) constitui o volume da colônia. Os zooides reduzidos ou modificados que servem para outras funções são conhecidos como heterozooides. Um tipo comum de heterozooide modificou-se formando estolhos (cenozooide). discos de fixação. estruturas radiculares e outras partes vegetativas da colônia. Esses zoides modificaram-se tanto que são pouco mais que uma parede corporal e fios de tecido funicular que passam através de seu interior.
Em muitos queilóstomos, encontram-se dois outros tipos de heterozooides chamados de aviculários e vibráculos. Um aviculário é geralmente menor que um autozooide e sua estrutura interna encontra-se bastante reduzida. No entanto. o opérculo e seus músculos encontram-se tipicamente bem desenvolvidos e modificados. convertendo a pálpebra em uma poderosa mandíbula móvel.
| Classe          | Phylactolaemata                                                                   | Stenolaemata                     | Gymnolaemata                                      |                                      |
| --------------- | --------------------------------------------------------------------------------- | -------------------------------- | ------------------------------------------------- | ------------------------------------ |
| Ordem           | Plumatellida                                                                      | Cyclostomata                     | Ctenostomata                                      | Cheilostomata                        |
| Ambientes       | Água doce                                                                         | Marinha                          | Principalmente marinha                            | Principalmente marinha               |
| Formas Colonias | Massas gelatinosas ou tubulares estruturas de ramificação                         | Ereto ou incrustantes            | Ereto ou incrustantes                             | Ereto, incrustantes ou de vida livre |
| Exoesqueleto    | Gelatinoso ou membranoso não mineralizado                                         | Mineralizado                     | Quitina,Gelatinoso ou membranoso não mineralizado | mineralizado                         |
| Opérculo        | nenhum                                                                            | nenhum exceto na família Eleidae | nenhum na maioria das espécies                    | Sim (exceto no gênero Bugula )       |
| lofóforo        | Aparência em forma de U (Exceto no gênero Fredericella, cujo lofóforo é circular) | Circular                         | Circular                                          | Circular                             |

## Ecologia, habitat e diversidade no mundo e no Brasil

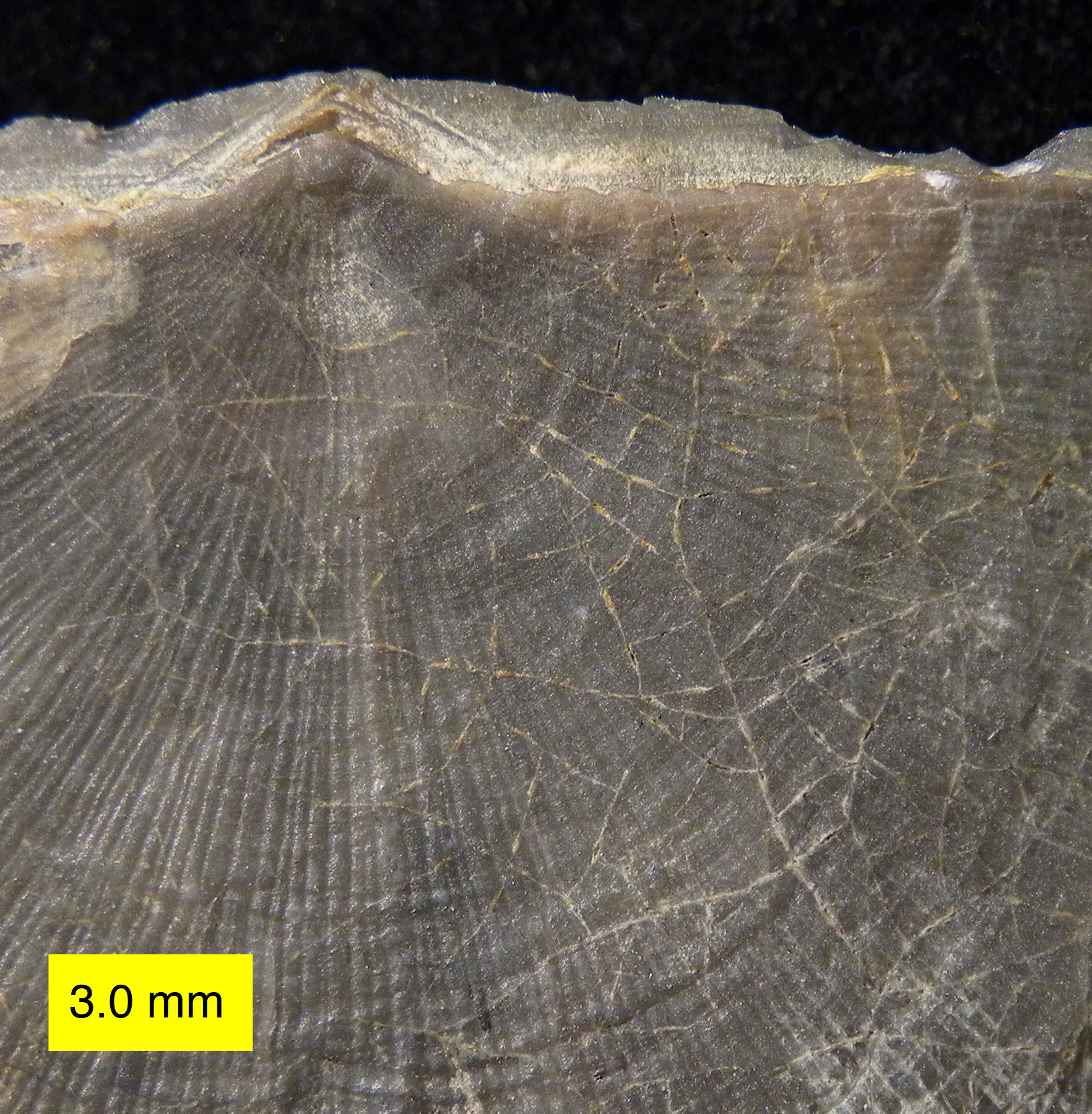
Ropalonaria venosa, the etching trace of a ctenostome bryozoan on a strophomenid brachiopod; Upper Ordovician of southeastern Indiana.

Existem aproximadamente 5 500 espécies recentes de briozoários e outras 15 000 fósseis descritas em todo o mundo. Muitas dessas espécies são cosmopolitas ocupando uma grande variedade de habitats em diferentes ecossistemas. As colônias de briozoários podem ser encontradas em substratos consolidados diversos, vivos ou monos, como pedras, algas, hidrozoários, corais, esqueletos de crustáceos e conchas de moluscos. Além destes, os briozoários também podem colonizar substratos artificiais variados, como pilares, cascos de navios, plataformas petrolíferas e lixo flutuante (e.g. garrafas, sacos plásticos, etc.). Os representantes do filo Bryozoa apresentam geralmente colônias diminutas e formas
variadas: discóides, incrustantes estoloníferas eretas, foliáceas e arborescentes. Eles são pobres competidores por apresentar crescimento lento da colônia, geralmente perdendo espaço para outros organismos tais como poríferos, cnidários e ascidiáceos Entretanto, muitas espécies de briozoários são abundantes e componentes importantes dos ecossistemas costeiros, algumas das quais construtoras de ecossistemas recifais. Os briozoários são consumidos por uma variedade de invertebrados como nudibrânquios e suas colônias são colonizadas por muitos invertebrados sésseis, inclusive outros briozoários. Foi registrado 346 espécies de briozoários marinhos no Brasil (Cyclostomata: 33; Ctenostomata: 42; CheiIostomata: 271), distribuídos em 167 gêneros e 85 famílias. Os registros brasileiros representam aproximadamente 6,3% do total do número de espécies de briozoários conhecidas no mundo (5500 espécies).
Habitats e distribuição
A maioria das espécies marinhas vivem em águas tropicais em profundidades inferiores a 100 metros (330 pés). No entanto, alguns foram encontrados em águas profundas, especialmente em torno de fontes frias, e outros perto dos pólos. A grande maioria são sésseis. Formas incrustantes são muito mais comuns em mares rasos, mas formas eretas tornam-se mais comuns à medida que a profundidade aumenta. Algumas espécies marinhas pode se mover. Os phylactolaemata vivem em todos os tipos de ambiente de água doce - lagos e lagoas, rios e córregos, e estuários e estão entre os mais abundantes animais de água doce sésseis. Alguns ctenostomata são exclusivamente de água doce, enquanto outros preferem água salobra, mas podem sobreviver em água doce.

## Sistemática: Filogenia e taxonomia
- Classe Phylactolaemata - Briozoários de água doce nos quais o zoóide cilíndrico possuí um lofóforo em forma de ferradura (exceto na Fredericella). um epístomo, uma musculatura na parede corporal e uma cobertura não calcificada. O celoma é contínuo entre os indivíduos. As colônias não são polimórficas.
- Classe Stenolaemata - Briozoários marinhos. Zoóides tubulares, com paredes calcificadas que se fundem nos zoóides adjacentes. Orifícios circular e temúnal. A protração do lofóforo não depende da deformação da parede corporal.
- Ordem Cyclostomata - Contém algumas espécies vivas e muitas fósseis: Crisia, Lichenopora, Stomatopora e Tubulipora. Ordens Cystoporata- Trepostomata e Cryptostomata Extinguiram-se no final do Paleozóico.
- Classe GymnoIaemata - Briozoários primariamente marinhos com colônias polimórficas Zoóides cilíndricos ou achatados; lofóforo circular; encontram-se ausentes um epístomo e uma musculatura intrínseca na parede corporal. A protração do lofóforo circular depende da deformação da parede corporal.
- Ordem Ctenostomata - Colônias estoloníferas ou compactas nas quais o exoesqueleto nào-calcificado é membranosa quitinoso ou gelatinosa. O orifício geralmente terminal não tem um Opérculo. Amathia, Alcyonidiurn Aeverñllía Bowerbankia Monobryozoon Zoobotryon e Paludicella de água doce.
- Ordem Cheilostomata - Colônias compostas de zoóide em forma de caixa são adjacentes, mas têm paredes calcárias separadas. O orifício é provido de um opérculo (exceto na Bugula).Podem se encontrar presentes aviculários, vibráculos ou ambos. Os ovos são comumente incubados em ovicélulas.
- Subordem Anasca - Pele membranosa frontal. Aetea, Callopora Electra Flustra. Mernbranipora, Tendra. Bugula. Scrupocellaria Cupuladria Discoporella. Thalamoporella e Cellaria.
- Subordem Cribrimorpha - Membrana frontal coberta por uma abóbada de espinhos em arco, que podem se encontrar parcialmente fundidos. Cribrillina.
- Subordem Ascophora - Parede frontal calcificada. A protração do lofóforo envolve a dilatação de um saco invaginado ou asco. Microporella. Schizoporellm Smittina e Watersipora.

## Tegumento e parede corpórea
A parede do corpo compreende o zoécio externo secretado, epiderme subjacente e peritônio. Os ectoproctos diferem dos outros lofoforados pela capacidade de retrair o lofóforo para dentro do zoécio(também conhecido como cutícula, exoesqueleto ou ectocisto), que funciona como um dispositivo protetor de suas partes moles.
O zoécio pode ser de calcário o que profere rigidez, ou orgânico compostos de músculos arranjados em uma camada circular externa e outra longitudinal interna. A membrana basal compõe-se de fibrilas de colágeno arranjadas irregularmente.
A porção viva da parede do corpo é muito fina e composta de epiderme, lâmina basal, tecido conjuntivo, músculos e mesotélio celômico; também é chamada de endocisto. Em todos os ectoproctos, os celomas provem de espaços preenchidos de líquidos nos quais músculos atuam direta ou indiretamente para aumentar a pressão hidráulica para a protração do lofóforo.
Os tentáculos do lofóforo possuem cílios, sob a epiderme de cada tentáculo se encontra um nervo longitudinal, uma lâmina basal e um mesotélio que delimitam a mesocele. Algumas das células mesoteliais formam um trato muscular longitudinal na margem frontal do tentáculo.
Podem possuir superfície ornamentada exclusiva de uma determinada espécie, com espinhos, depressões e protuberâncias.

## Sustentação e locomoção
Em sua grande maioria são seres sésseis, o tipo mais comum de colônia é a forma incrustante na qual zooides dispostos lado a lado e um após o outro estão unidos em uma crosta ou lâmina bidimensional, da espessura de um zoóide fixa a rochas, algas ou conchas. Além do apoio provido pelo substrato exitem três formas de suporte esquelético: a pressão de turgor do fluido celômico, a calcificação (maioria dos briozoários) e a produção de material extracelular quitinoso, gelatinoso ou borrachento.
Existem algumas ocorrências raras de espécies que podem ser mover sobre o substrato ou através dele. Elas possuem vibráculos como apêndices ambulatórios. Conforme os vibráculos ambulatórios se movem, a colônia desloca-se para frente, dando passadas trôpegas de 3mm de comprimento.

## Nutrição e digestão
Aparentemente alimentam-se de protozoários e pequenas larvas. O mecanismo de alimentação é um sistema coletor ciliar contra corrente. Quando o lofóforo é estendido, os cílios laterais criam uma corrente descendente em direção à extremidade aberta do funil. Partículas pequenas são levadas para dentro do funil com a corrente de água, e ficam pressas nos tentáculos, essas partículas são levadas para boca pelos cílios da superfície interna de cada tentáculo. A rejeição de partículas pode ser feita a través do fechamento da boca, flexões rápidas dos tentáculos, fechamento do funil ou simplesmente passagem entre os tentáculos. Em alguns ectoproctos, os zoóides da colônia funcionam juntos na alimentação e na rejeição de alimentos e detritos.
A boca no ápice do lofóforo abre-se em uma faringe muscular sugadora que leva ao esôfago tubular. O trato digestivo é em forma de U, o estômago é tripartido composto de cárdia, ceco e piloro. A cárdia funciona como uma moela muscular que consegue esmagar diatomáceas. A digestão é extra e intracelular no interior do estômago, principalmente no ceco. Contrações peristálticas deslocam o alimento ao longo do estômago, atividades ciliar no piloro giram e compactam materiais de refugo que passam para dentro do intestino, e finalmente para fora através do ânus. Também possuem a capacidade de absorver moléculas orgânicas dissolvidas na água por meio de microvilosidades da epiderme dos tentáculos.

## Sistema Nervoso e Órgãos Sensoriais
O sistema nervoso de briozoários consiste em uma massa de neurônios, ou gânglio cerebral, localizado dorsalmente no mesossomo, próximo a faringe. Surge dessa estrutura um anel nervoso circum-entérico e de onde partem nervos para as vísceras. Nervos motores e sensoriais estendem-se
para cada tentáculo.
Em algumas espécies, há ocorrência de fibras nervosas interzoóidais, porem sua função ainda não foi esclarecida. Células tácteis presentes nos aviculários e no lofóforo são os únicos receptores conhecidos.
As larvas têm ocelos bem desenvolvidos, sendo fototáticas positivas quando livres-nadantes que mudam para fototaxia negativa para realização do assentamento.

## Sistema Circulatório e Excretório
Não há sistema circulatório por causa de seu pequeno tamanho, sendo a circulação de metabólitos feita por difusão. O fluido celomático serve como meio de transporte passivo, sendo a circulação interzoóidal facilitada pelo celoma confluente em filactolemados, pelos poros do cistídio nos estemolemados e pelos cordões funiculares da maioria dos gimnolemados.
A troca gasosa é feita através das paredes do lofóforo e dos tentáculos, que fornecem maior área de superfície. Os gases são levados em solução, devido a ausência de pigmentos respiratórios.
A excreção de metabólicos se da pela acumulação destes, formando estruturas chamadas de corpos marrons. Com o aparecimento dos corpos marrons, o polipídio se degenera seguido pela reconstituição de um novo polipídio. Na maioria dos gimnolemados, o corpo marrom é deixado dentro do cistídio, porém em alguns queilostomados o novo polipídio se regenera ficando o corpo marrom dentro do intestino do novo zoóide, para ser expelido pelo ânus.

## Ciclos de vida, Embriogênese e Sistema Reprodutivo
Ectoproctos são hermafroditas, porém a reprodução assexuada é indispensável em seu ciclo de vida. Cada colônia se inicia através de um único zoóide, resultado de reprodução sexuada, chamado ancéstrula. Essa ancéstrula sofre brotamento assexuado gerando zoóides-filhos que irão se reproduzir também assexuadamente formando assim uma colônia.

### Reprodução assexuada
O broto contém componentes do cistídio e um compartimento celomático interno. Um novo polipídio é gerado a partir da epiderme e do peritônio do broto, estes invaginam-se produzindo lofóforo, trato digestivo, e revestimentos celomáticos e ao funículo. Ectoproctos de água doce reproduzem-se também por formação de estatoblastos, estruturas essas extremamente resistentes a dessecação e congelamento. Estratoblastos se formam sobre o funículo de um autozoóide e incluem células peritoneais e epidêmicas mais um material nutritivo de reserva. Cada massa celular secreta um par de valvas quitinosas protetoras. A colônia parental geralmente degenera liberando os estatoblastos. Com as condições favoráveis, a massa de células gera um novo zoóide que se fixa como individuo funcional.

### Reprodução Sexuada
Cada zoóide é capaz de produzir gametas. Colônias de espécies dióicas podem conter espécies de um único sexo ou de ambos. Os gametas originam-se de pacotes transifóricos de tecidos germinativos originários de áreas especiais do peritônio, da metacele ou do funículo. Apenas em estenolemados existe um órgão verdadeiro.
Gametas são produzidos na metacele por proliferação, e antes de serem liberados migram para a mesocele. Os espermatozóides migram para o lúmem celomático dos tentáculos, em algumas espécies são liberados por celomoporos especiais em determinados tentáculos. Em alguns queilostomados, óvulos e espermatozóides são livremente liberados, ocorrendo fertilização e desenvolvimento externos, porém em todas as outras espécies, os ovos são retidos nos zoóides parentais em incubados, exceto no período inicial da ontogenia.
Ectoproctos sofrem clivagem radial, holoblástica é quase igual para formar uma celoblástula, porém o desenvolvimento posterior difere entre cada grupo, envolve uma forma livre-natante em todos. Sendo assim o desenvolvimento é totalmente indireto (ocorre em poucas espécies) ou misto, havendo estágio planctônico após um período de incubação.
A celoblástula de filactolemados se desenvolve como um cistidio sem endoderme, que gera um polipídio com formação similar a do broto. Esse zoóide é ciliado e deixa o saco embrionário para uma vida livre-natante antes do assentamento e fixação. Estenolemados clivam para formar uma bola oca, homóloga a celoblástula, e a partir disto, o embrião libera uma larva ciliada com metamorfose semelhante a de gimnolemados.
Celoblastulas sofrem gastrulações por delaminação em gimnolemados onde quatro células se dividem de forma em que uma de cada par é empurrada para o interior da blastocele formando mesoderme e endoderme. Eventualmente larvas livre-natantes são liberadas. Muitas espécies liberam larvas cifonautas (triangulares e achatadas). Essas larvas podem permanecer no plâncton por meses devido ao trato digestivo funcional ao contrario de espécies incubadoras, que possuem vida pelágica muito curta. Como semelhanças, possuem um órgão piriforme sensorial e um saco adesivo, sendo ambas estruturas importantes no assentamento e metamorfose.

## Relação com o homem e relevância econômica
Fazendas de peixes e incubadoras perderam estoques por causa de uma doença renal proliferativa, que é aparentemente causada por um ou mais myxozoans que também parasitam briozoários.
Pescadores no Mar do Norte tiveram que encontrar outro trabalho por causa de uma forma de eczema ( uma doença de pele ), conhecida como "coceira Dogger Bank", causada pelo contato com briozoários que ficaram presos em redes e armadilhas de lagosta.
Briozoários marinhos são muitas vezes responsáveis por bioincrustantes nos cascos dos navios, nos cais e marinas, e em estruturas offshore. Eles estão entre os primeiros colonizadores de estruturas novas ou recentemente limpas.
Espécies de água doce são perturbações ocasionais em tubulações de água potável, equipamentos de purificação de água, instalações de tratamento de esgotos, e os canos de refrigeração de centrais elétricas.
Um grupo de produtos químicos chamados bryostatins pode ser extraído a partir de briozoários marinhos Bugula neritina. Em 2001, empresa farmacêutica GPC Biotech licenciado Bryostatin 1 da Universidade do Estado do Arizona para o desenvolvimento comercial como um tratamento para o câncer. GPC Biotech cancelou seu desenvolvimento em 2003, dizendo que o Bryostatin 1 mostrou pouca efetividade e alguns efeitos colaterais tóxicos. Em janeiro de 2008 um ensaio clínico foi submetid aos United States National Institutes of Health para medir a segurança e a eficácia do Bryostatin 1 no tratamento da Doença de Alzheimer. No entanto, nenhum participante foi recrutado até o final de dezembro de 2008, quando o estudo foi programado para ser concluído. Cerca de 1 tonelada de briozoários deve ser processada para extrair 1 grama de bryostatin. Como resultado, equivalentes sintéticos têm sido desenvolvidos, estes são mais simples de produzir e, aparentemente, pelo menos, tão eficaz.